# Bessica Raiche
Bessica Bessie Faith Medlar Raiche född april 1875 i Rockford i Illinois, död 11 april 1932 på Balboa Island Newport Beach Kalifornien, var en amerikansk tandläkare, läkare, advokat och en av USA:s första kvinnliga flygare.
Som ung var Raiche tävlingsinriktad och deltog i skytte och vattensporttävlingar. Hon studerade musik i Paris Frankrike. I mitten på första årtiondet där träffade hon sin blivande man François "Frank" C. Raiche. I Frankrike fick hon även tillfälle att se Raymonde de LaRoche flyga och denna upplevelse väckte hennes flygintresse. Åter i USA fick hon jobb som tandläkare i New Hampton i New Hampshire. Paret bosatte sig senare i Mineola New York.
Eftersom båda var flygintresserade inledde man ett bygge av en Wrightkopia i vardagsrummet vilken de sedan monterade ihop på gårdsplanen. Som material valde de att använda bambu och silke. Det gjorde att flygplanet blev mycket lätt, normalt användes trä till spryglar och linnetyg som beklädnad. 16 september 1910 genomförde Bessica Raiche med det hembyggda flygplanet den första flygningen från Hempstead Plains. Flygningen varade ett par minuter och slutade i ett landningshaveri. Efter att de mindre skadorna på flygplanet reparerats genomförde hon de följande veckorna ett flertal flygningar. Hon blev därmed den första kvinnan i USA som soloflög enligt Aeronautical Society of America. (Blanche Stuart Scott genomförde ett litet hopp i luften några veckor tidigare, men det klassades inte som flygning.)  
Vid en bankett för henne 13 oktober 1910 fick hon av ordföranden Hudson Maxim ta emot en medalj från Aeronautical Society of America. Baksidan av medaljen bar texten First Woman Aviator in America
1911 startade hon och hennes man företaget French-American Aeroplane Co. I företagets namn tillverkade de ytterligare två flygplan liknande det flygplan Bessica Raiche flög. Båda flygplanen såldes till externa kunder. Raiche var föregångare i tillverkningen av lätta flygplan. De ersatte ståltråd och vajrar med tunn pianotråd, linne med silke och trä med bambu för att hålla nere totalvikten. 
Bessica Raiche födde 1915 en dotter och hon bestämde sig för att sluta med flygning. Medan hon var hemma studerade hon medicin, och hon blev en av USA:s första kvinnliga gynekologer. 1920 flyttade familjen till Newport Beach. Även hennes man slutade med flygning och arbetade som advokat. 1923 valdes hon till ordförande för Orange County Medical Association.

## Flygplanet
Flygplanet var en grov kopia av bröderna Wrights dubbeldäckare. Som kraftkälla valdes en 32 hk Crout-motor som drev en skjutande propeller. Spryglarna och kroppen var tillverkade i bambu som kläddes med silkestyg. "